# Atrichopogon pachycnemus
Atrichopogon pachycnemus är en tvåvingeart som först beskrevs av John William Scott Macfie 1953.  Atrichopogon pachycnemus ingår i släktet Atrichopogon och familjen svidknott.
Artens utbredningsområde är Costa Rica. Inga underarter finns listade i Catalogue of Life.